# John Couch Adams
John Couch Adams (Laneast, Cornualles, Inglaterra, 5 de junio de 1819-Cambridge, Inglaterra, 21 de enero de 1892) fue un matemático y astrónomo inglés. Es especialmente conocido por haber predicho la existencia y la posición del planeta Neptuno, utilizando únicamente las matemáticas.

## Semblanza
En 1839 fue admitido en la Universidad de Cambridge, donde se graduó como el primero de su promoción en 1843. Cuando aún era estudiante, leyó sobre ciertas irregularidades inexplicadas en el movimiento del planeta Urano y, basándose solamente en la ley de la gravitación universal de Isaac Newton, decidió investigar si podían ser debidas al efecto gravitatorio de un planeta aún no descubierto. En septiembre de 1845, obtuvo un primer resultado por el que predecía la existencia de un nuevo planeta, y comunicó su descubrimiento al profesor James Challis y a sir George Airy, astrónomo real en el Observatorio de Greenwich. Inicialmente, Airy no hizo nada para intentar verificar el descubrimiento de Adams, y la búsqueda sistemática del nuevo planeta no comenzó hasta finales de julio de 1846, y se llevó a cabo por Challis desde Cambridge. Challis observó el nuevo planeta el 8 de agosto y el 12 de agosto, pero lo identificó como una estrella. Mientras tanto, el francés Urbain Le Verrier, sin tener conocimiento del trabajo de Adams, estaba haciendo los mismos cálculos. Le Verrier presentó un primer trabajo a la Academia Francesa el 10 de noviembre de 1845, otro el 1 de junio de 1846 y, finalmente, un tercer trabajo el 31 de agosto, cuando predecía por primera vez la masa y la órbita del nuevo objeto. Le Verrier comunicó al astrónomo Johann Gottfried Galle en qué punto del cielo había de observar para encontrar el nuevo planeta. El 23 de septiembre de 1846, Galle observó Neptuno a solo 1° de la localización predicha por Le Verrier. Cuando el descubrimiento se hizo público hubo en cierto modo, y continúa habiendo, controversia en Francia y en Inglaterra sobre qué parte del crédito del mismo merece cada uno, aunque generalmente se considera que tanto Adams como Le Verrier realizaron el descubrimiento de forma independiente y se les otorga igual gloria a ambos, por el descubrimiento de Neptuno.
En 1847, como reconocimiento a su trabajo, la reina Victoria I del Reino Unido le ofreció el título de sir, pero Adams, modestamente, declinó el ofrecimiento. La Royal Society le otorgó la Medalla Copley en 1848. Fue profesor lowndean de astronomía y geometría en la Universidad de Cambridge durante 33 años desde 1859 hasta su muerte. En 1860 sucedió a Challis como director del Observatorio de Cambridge, donde residió hasta su muerte. Ganó la Medalla de Oro de la Royal Astronomical Society en 1866. En 1884 acudió a la Conferencia Internacional del Meridiano como delegado británico.
Falleció el 21 de enero de 1892 en el Observatorio de Cambridge.

## Eponimia
- En 1970, el cráter de impacto lunar «Adams» fue bautizado conjuntamente en honor suyo, de Walter Sydney Adams y de Charles Hitchcock Adams.[3]
- El anillo planetario más exterior de Neptuno y el asteroide (1996) Adams también llevan su nombre.
- El Premio Adams, otorgado por la Universidad de Cambridge, conmemora su predicción de la posición de Neptuno.